# Большой Ижорский мост
 Большо́й Ижо́рский мост — автодорожный железобетонный балочный мост через разлив реки Ижора в городе Колпино (Колпинский район Санкт-Петербурга).

## Расположение
Соединяет Пролетарскую улицу с улицей Ремизова.
Выше по течению находится Большой Чухонский мост, ниже — Адмиралтейский мост.

## Название
Первоначально мост назывался Пролетарским, по наименованию Пролетарской улицы, или Володарским. Решением Исполкома №369 от 28.05.1979 года мост получил современное название.

## История
Строительство моста было предусмотрено проектом детальной планировки южной части города Колпино, разработанным в 1971 году. Проект моста выполнен инженером института «Ленгипроинжпроект» Б. Э. Дворкиным и архитектором П. А. Арешевым. Первоначальный проект предполагал отсыпку земляных дамб по 100 м с каждого берега и мост длиной 50 м, что привело бы к заболачиванию акватории Ижорского пруда. Усилиями председателя Колпинского райисполкома А. П. Параничева к строительству был одобрен вариант без земляных дамб. Мост построен с января 1975 по октябрь 1977 года силами СУ-2 треста «Ленмостострой» (главный инженер Л. С. Кулибанов, ответственный производитель работ В. В. Фоломеев, прораб С. Я. Соловейчик). Мост возводили бригады И. А. Пыжова, А. П. Лебедева, Е. Ф. Труса, А. И. Галошина. Открытие моста планировалось на конец 1976 года, но состоялось позднее — в канун празднования 7 ноября 1977 года.

## Конструкция
Мост семипролётный железобетонный, балочно-неразрезной системы. Пролётное строение состоит из 12 двутавровых балок с криволинейным очертанием нижнего пояса, объединённых поперечными балками в серединах пролётов и монолитными ригелями над опорами. Устои и промежуточные опоры из монолитного железобетона на свайном основании. Каждая русловая опора моста состоит из двух независимых друг от друга полуопор, на которых размещены по одной опорной части балансирного типа. Общая длина моста составляет 253,8 м, ширина — 19,9 м.
Мост предназначен для движения автотранспорта и пешеходов. Проезжая часть моста включает в себя 4 полосы для движения автотранспорта. Покрытие проезжей части и тротуаров — асфальтобетон. Перильное ограждение металлическое сварное, высотой  1 м.